# Екпинди (Акмолинская область)
Екпинди (каз. Екпінді) — село в Коргалжынском районе Акмолинской области Казахстана. Входит в состав Кенбидаикского сельского округа. Код КАТО — 116037200.

## География
Село расположено в восточной части района возле озера Кумдыколь, на расстоянии примерно 47 километров (по прямой) к востоку от административного центра района — села Коргалжын, в 23 километрах к югу от административного центра сельского округа — села Кенбидаик.
Абсолютная высота — 362 метров над уровнем моря.
Климат холодно-умеренный, с хорошей влажностью. Среднегодовая температура воздуха положительная и составляет около 4,5°С. Среднемесячная температура воздуха в июле достигает +21,0°С. Среднемесячная температура января составляет около -14,1°С. Среднегодовое количество осадков составляет около 375 мм. Основная часть осадков выпадает в период с июня по июль.
Ближайшие населённые пункты: село Арыкты — на северо-западе, село Кенбидаик — на севере.

### Улицы[3]
- ул. Абая Кунанбаева.

## Население
В 1989 году население села составляло 174 человек (из них казахи — 77%).

В 1999 году население села составляло 118 человек (60 мужчин и 58 женщин). По данным переписи 2009 года, в селе проживали 54 человека (25 мужчин и 29 женщин).
| Численность населения | Численность населения | Численность населения |
| 1989                  | 1999                  | 2009                  |
| --------------------- | --------------------- | --------------------- |
| 174                   | ↘118                  | ↘54                   |